# Audrey Callaghan, Baronesa Callaghan de Cardiff
Audrey Elizabeth Callaghan, Baronesa Callaghan de Cardiff (nascida Audrey Elizabeth Moulton; 28 de julho de 1915 – 15 de março de 2005) foi uma política, ativista e fundadora de saúde e bem-estar infantil e esposa do primeiro-ministro britânico James Callaghan.

## Biografia
Ela nasceu em Maidstone, Kent, Inglaterra, onde seu pai era diretor da Lead Wool Company, uma empresa de ferramentas. Ela presidiu o Partido Trabalhista Maidstone e a Sociedade Fabiana. Ela se juntou ao Partido Trabalhista enquanto estava na adolescência e conheceu seu futuro marido no início da década de 1930 na Escola Dominical da Igreja Batista, onde ambos trabalharam, no Partido Trabalhista, mas eles não se casaram até julho de 1938. Eles se casaram em Paris e Chamonix e depois voltou a alugar uma casa em Norwood.
Em 1987, quando James recebeu o título de Barão Callaghan de Cardiff, ela se tornou Baronesa Callaghan de Cardiff. Eles se aposentaram em uma fazenda em Ringmer, East Sussex, onde manteve porcos, vacas e ovelhas, e cultivou cevada. Junto com o marido, ela apoiou causas relacionadas ao Colégio Universitário de Swansea, do qual James Callaghan era presidente.
Durante oitenta anos, Callaghan desenvolveu a doença de Alzheimer. Em julho de 2001, quando sua condição se deteriorou, ela entrou em uma casa de cuidados dirigida por freiras católicas, onde seu marido a visitou todos os dias até sua morte em março de 2005. Ele morreu apenas onze dias após sua morte apenas um dia antes de seu 93.º aniversário.
Ela teve três filhos: Margaret Jay, Baronesa Jay de Paddington, Julia e Michael.

## Títulos
- Srta. Audrey Moulton (28 de julho de 1915 – 1938)
- Sra. James Callaghan (1938 – 23 de abril de 1987)
- Lady Callaghan (23 de abril de 1987 – 5 de novembro de 1987)
- A Muito Honorável a Baronesa Callaghan de Cardiff (5 de novembro de 1987 – 15 de março de 2005)